# Список пам'ятників козакам
Перелік скульптурних пам'ятників присвячених видатним постатям Козацької доби. Список не містить надгробків, пам'ятних дощок та інших малих нескульптурних форм.
Пам'ятники присвячені Хмельницькому виокремлено у іншій статті Пам'ятники Богданові Хмельницькому.

## Перелік пам'ятників в Україні
| Вінницька область                                   |                                                                    |                                       |                                                                     |                                                   | |
| Фото                                                | Назва                                                              | Дата                                  | Розташування                                                        | Автори                                            | Загальні відомості |
|                                                     |                                                                    |                                       |                                                                     |                                                   | |
|                                                     | Івану Богуну                                                       | 6.11.1954                             | Вінниця. Миколи Оводова, сквер «Кумбари» близ кручі Пд. Бугу        | П. М. Осика                                       | Споруджений на місці перемоги над поляками у 1651 році. |
| Фото [Архівовано 3 лютого 2017 у Wayback Machine.]  | Погруддя Дмитру Чечелю                                             | 1993                                  | Чечельник                                                           | Микола Крижанівський                              | |
| Фото [Архівовано 23 квітня 2016 у Wayback Machine.] | Погруддя Івану Богуну                                              | 5.12.2003                             | Кальник                                                             |                                                   | |
|                                                     | Могила Данила Нечая                                                | 1950-ті                               | Черемошне                                                           |                                                   | |
| Волинська область                                   |                                                                    |                                       |                                                                     |                                                   | |
| Фото                                                | Назва                                                              | Дата                                  | Розташування                                                        | Автори                                            | Загальні відомості |
| Фото                                                | Козаку Мамаю                                                       | 14.10.2012                            | Рокині, територія місцевого музею-скансену                          | Володимир Шолудько                                | |
| Дніпропетровська область                            |                                                                    |                                       |                                                                     |                                                   | |
| Фото                                                | Назва                                                              | Дата                                  | Розташування                                                        | Автори                                            | Загальні відомості |
|                                                     | Лазарю Глобі                                                       | 17.09.1972                            | Дніпро. Парк Лазаря Глоби                                           | Костянтин Присяжний, Едуард Курильов              | Відлитий у ливарні місцевого ДТЗ. Відкриття приурочено до дня святкування 200-річчя Дніпра                                                                                    |
|                                                     | Героям Визвольної війни                                            | серпень 1991                          | Жовті Води, бульвар Свободи                                         | Ю. М. Кривоносов                                  | |
|                                                     | Козаку Кривому Рогу                                                | 28.05.2011                            | Кривий Ріг, площа Молодіжна, близ будівлі Криворізької міської ради | Олександр Васякін                                 | Відкриття приурочено до дня міста |
| Фото                                                | Козаку Мамаю                                                       | 14.10.2016                            | Парк Героїв                                                         | Володимир Токар                                   | Відкриття приурочено до свята Покрови |
|                                                     | Пам'ятний знак Микитинській Січі                                   | 1954                                  | Нікополь, вул. Нікітінська 1                                        | Олександр Ситник                                  | |
|                                                     | Могила Івана Сірка                                                 | 1956, реконструкція 1980              | Близ Капулівки                                                      | Валентин Шконда                                   | |
| Фото                                                | Матвію Хижняку                                                     | 2009                                  | Павлоград, вул. Центральна                                          | С. А. Чирков                                      | |
|                                                     | Івану Сірку                                                        | 2010                                  | Покров, Центральний парк                                            | Володимир Кочмар                                  | |
| Донецька область                                    |                                                                    |                                       |                                                                     |                                                   | |
| Фото                                                | Назва                                                              | Дата                                  | Розташування                                                        | Автори                                            | Загальні відомості |
|                                                     | Козак Дружко                                                       | 12.09.2008                            | Дружківка, вул. Соборна 16                                          | Юрій Тотуз, Віктор Федоренко, Юрій Артемів        | |
| Фото [Архівовано 6 лютого 2017 у Wayback Machine.]  | Козак Мамай                                                        | 24.08.2015                            | Краматорськ, центр, сквер ім. Шевченка                              | В'ячеслав Гутиря                                  | Спроектований за копією аналогічної скульптури [Архівовано 6 лютого 2017 у Wayback Machine.] Мамаю у Кам'янському                                                             |
|                                                     | Пам'ятний знак запорозьким козакам Кальміуської паланки            | 1995                                  | Маріуполь, площа Визволення                                         |                                                   | Встановлено на місці сторожового посту Кальміус — центру Кальміуської паланки до 500-т річчя українського козацтва                                                            |
| Житомирська область                                 |                                                                    |                                       |                                                                     |                                                   | |
| Фото                                                | Назва                                                              | Дата                                  | Розташування                                                        | Автори                                            | Загальні відомості |
|                                                     | Погруддя Івану Виговському                                         | 14.10.2002                            | Вигів                                                               | Ігор Зарічний, Олександр Коляда                   | |
| Фото                                                | Івану Самойловичу                                                  | 15.06.2003                            | Ходорків                                                            | Ігор Зарічний                                     | |
| Закарпатська область                                |                                                                    |                                       |                                                                     |                                                   | |
| Фото                                                | Назва                                                              | Дата                                  | Розташування                                                        | Автори                                            | Загальні відомості |
|                                                     |                                                                    |                                       |                                                                     |                                                   | |
| Запорізька область                                  |                                                                    |                                       |                                                                     |                                                   | |
| Фото                                                | Назва                                                              | Дата                                  | Розташування                                                        | Автори                                            | Загальні відомості |
|                                                     | Дмитру Вишневецькому                                               | 13.10.1999                            | Хортиця                                                             |                                                   | |
|                                                     | Йосипу Гладкому                                                    | 15.10.2010                            | Запоріжжя, навпроти спорткомплексу ЗНУ                              | Володимир Філатов                                 | |
|                                                     |                                                                    |                                       |                                                                     |                                                   | |
| Івано-Франківська область                           |                                                                    |                                       |                                                                     |                                                   | |
| Фото                                                | Назва                                                              | Дата                                  | Розташування                                                        | Автори                                            | Загальні відомості |
|                                                     | Погруддя Семену Височану                                           | 7.08.2011                             | Отинія                                                              |                                                   | Встановлено на відзначення 20-ї річниці незалежності України. |
| Київ                                                |                                                                    |                                       |                                                                     |                                                   | |
| Фото                                                | Назва                                                              | Дата                                  | Розташування                                                        | Автори                                            | Загальні відомості |
|                                                     | Запорозький козак і кобзар                                         | 1982                                  | Петра Сагайдачного, 27, у сквері біля колишньої кам'яниці Балабухи  | Леонід Орленко                                    | Подаровані до 1500-річчя заснування Києва від м. Запоріжжя. |
|                                                     | Козак Мамай                                                        | 14.10.2001                            | Майдан Незалежності. Біля будинку Національної музичної академії.   | Валентин Зноба, Микола Зноба                      | Висота композиції — 4,25 м, розміри фігури — півтори натури, довжина граней пагорба — 3,5 та 2,9 м.                                                                           |
|                                                     | Пилипу Орлику                                                      | 24.06.2011                            | Перетин вулиць Пилипа Орлика та Липської.                           | Анатолій Кущ, Олег Стукалов                       | Відкриття приурочено до Дня конституції |
|                                                     | Петру Сагайдачному                                                 | 19.05.2001                            | Контрактова площа                                                   | Валерій Швецов, Микола Жаріков                    | Монумент споруджували за рахунок благодійних коштів, зібраних підприємствами столиці, а також жителями Києва і мешканцями Самбірського району.                                |
|                                                     | Захисникам кордонів Вітчизни всіх поколінь                         | 26.05.2004                            | Площа перед Адміністрацією ДПСУ                                     | Валерій Медведєв, Юрій Лосицький                  | Відкриття приурочено до Дня прикордонника |
|                                                     | Козак-переможець                                                   | 21.08.2015                            | Близ Центрального управління СБУ на Володимирській 33               |                                                   | Відкриття приурочено до Дня Незалежності |
| Київська область                                    |                                                                    |                                       |                                                                     |                                                   | |
| Фото                                                | Назва                                                              | Дата                                  | Розташування                                                        | Автори                                            | Загальні відомості |
|                                                     | Пам'ятник Івану Мазепі                                             | 6.11.1994                             | Мазепинці                                                           | Євген Горбань                                     | Перший в Україні та Європі пам'ятник Мазепі |
|                                                     | На честь визволення Білої Церкви козацькими військами              | 1980                                  | Палієва гора                                                        | Вольдемар Богдановський                           | |
|                                                     | Семену Палію                                                       | 25.09.2012                            | Фастів близ палацу культури                                         | Анатолій Древецький                               | |
| Крим                                                |                                                                    |                                       |                                                                     |                                                   | |
| Фото                                                | Назва                                                              | Дата                                  | Розташування                                                        | Автори                                            | Загальні відомості |
|                                                     |                                                                    |                                       |                                                                     |                                                   | |
| Кіровоградська область                              |                                                                    |                                       |                                                                     |                                                   | |
| Фото                                                | Назва                                                              | Дата                                  | Розташування                                                        | Автори                                            | Загальні відомості |
|                                                     |                                                                    |                                       |                                                                     |                                                   | |
| Луганська область                                   |                                                                    |                                       |                                                                     |                                                   | |
| Фото                                                | Назва                                                              | Дата                                  | Розташування                                                        | Автори                                            | Загальні відомості |
| Львівська область                                   |                                                                    |                                       |                                                                     |                                                   | |
| Фото                                                | Назва                                                              | Дата                                  | Розташування                                                        | Автори                                            | Загальні відомості |
|                                                     | Петрові Сагайдачному                                               | 11.10.1992                            | Кульчиці                                                            | Д. Крвавич, М. Посікіра, Л. Яремчук, М. Федик     | |
|                                                     | Юрію Кульчицькому                                                  | 28.08.2010                            | Кульчиці                                                            | Ігор Лихий                                        | |
|                                                     | Івану Підкові                                                      | 18.11.1981                            | Львів, площа Підкови                                                | Петро Кулик                                       | |
|                                                     | Юрію Кульчицькому                                                  | 22.10.2013                            | Площа Данила Галицького близ лялькового театру                      | Роман Кикта                                       | |
| Одеська область                                     |                                                                    |                                       |                                                                     |                                                   | |
| Фото                                                | Назва                                                              | Дата                                  | Розташування                                                        | Автори                                            | Загальні відомості |
|                                                     |                                                                    | 27.09.2008                            |                                                                     |                                                   | |
|                                                     | Антону Головатому                                                  | 2.09.1999                             | Одеса                                                               | В. Чепелєв, А. Токарєв                            | |
| Полтавська область                                  |                                                                    |                                       |                                                                     |                                                   | |
| Фото                                                | Назва                                                              | Дата                                  | Розташування                                                        | Автори                                            | Загальні відомості |
| Файл:Пам'ятник гетьману Івану Мазепі в Полтаві.jpg  | Івану Мазепі                                                       | 7.05.2016                             | Соборний майдан                                                     | Віктор Шевченко, Микола Білик                     | Вага 2.5 тонн, висота 3.20 м. Відлитий з бронзи на пожертви благодійників. На момент відкриття — найбільший пам'ятник Мазепі в країні.                                        |
|                                                     | Українським загиблим козакам                                       | 9.10.1994                             | Панянський бульвар                                                  | Віктор Батурин, Віктор Шевченко, Володимир Білоус | Споганений масонським «Всевидячим оком», елементом, який згідно покійного В. Батуріна нібито «зображали на козацьких хоругвах»                                                |
|                                                     | Миргородським козакам від нащадків                                 | 28.10.2007                            | Миргород, сквер «Козацька слава»                                    | Дмитро Коршунов                                   | |
|                                                     | Погруддя Данилу Апостолу                                           | 18.08.2006                            | Великі Сорочинці, поруч з Спасо-Преображенською церквою             | Микола Цись, В. Г. Чопенко.                       | |
|                                                     | Тарасу Бульбі                                                      | 1.04.2009                             | Келеберда                                                           | Володимир Чепелик                                 | Відкриття приурочено до 200-т річчя народження Миколи Гоголя |
|                                                     | Івану Глобі                                                        | 29.09.2012                            | Глобине                                                             | Василь Шулик, Дмитро Коршунов, Валерій Голуб      | Відкриття приурочено до святкування 275-ї річниці Глобине |
|                                                     | Запорозьким козакам, полеглим за волю України у Куруківській битві | 1991, опісля реставрації 27.10.2006   | Чечелеве                                                            | Віктор Кривич                                     | |
| Рівненська область                                  |                                                                    |                                       |                                                                     |                                                   | |
| Фото                                                | Назва                                                              | Дата                                  | Розташування                                                        | Автори                                            | Загальні відомості |
|                                                     | Пам'ятник полеглим козакам та селянам-повстанцям                   | 1991                                  | Пляшева, комплекс «Козацькі могили»                                 | Анатолій Кущ                                      | |
| Фото [Архівовано 6 грудня 2017 у Wayback Machine.]  | Борцям за незалежність України                                     | 14.10.2017                            | Дубно, центральна площа                                             | Володимир Шолудько (очільник)                     | Виконаний за прототипом Тараса Бульби. Встановлений до дня Українського козацтва. Отримав неоднозначні відгуки щодо елементів композиції.                                     |
| Сумська область                                     |                                                                    |                                       |                                                                     |                                                   | |
| Фото                                                | Назва                                                              | Дата                                  | Розташування                                                        | Автори                                            | Загальні відомості |
| Фото [Архівовано 11 лютого 2017 у Wayback Machine.] | Петру Калнишевському                                               | 23.10.2012                            | Недригайлів                                                         | Анатолій Гайдамака, Петро Дроздовський            | |
| Фото [Архівовано 12 лютого 2017 у Wayback Machine.] | Погруддя Івану Виговському                                         | 11.07.2009                            | Шаповалівка                                                         | Ю. Медвідь, В. Биков                              | |
|                                                     | На честь 350-річчя перемоги в Конотопській битві («Шаблі»)         | 11.07.2009                            | Шаповалівка                                                         |                                                   | |
| Тернопільська область                               |                                                                    |                                       |                                                                     |                                                   | |
| Фото                                                | Назва                                                              | Дата                                  | Розташування                                                        | Автори                                            | Загальні відомості |
|                                                     | Северину Наливайку                                                 | 1992                                  | Гусятин                                                             | Станіслав Калашник, Казимир Сікорський            | |
| Харківська область                                  |                                                                    |                                       |                                                                     |                                                   | |
| Фото                                                | Назва                                                              | Дата                                  | Розташування                                                        | Автори                                            | Загальні відомості |
|                                                     | Пам'ятник засновникам Харкова                                      | 20.08.2004                            | Харків, на розі проспектів Незалежності та Науки                    | Зураб Церетелі                                    | Відкриття приурочено до святкування 350-ї річниці заснування Харкова |
|                                                     | Івану Сірку                                                        | 23.08.2017                            | Харків, Бурсацький узвіз                                            | Олександр Рідний                                  | Відкриття приурочено до святкування 26-ї річниці Незалежності України |
|                                                     | Петру Сагайдачному                                                 | 22.08.2015 (14.06.2008 в Севастополі) | Харків, Гімназійна                                                  | Володимир Луцак                                   | |
|                                                     | Івану Барвінку                                                     | 24.08.1992                            | Барвінкове                                                          | М. Ф. Овсянкін, О. В. Топол                       | |
|                                                     | Івану Сірку                                                        | 30.05.1993                            | Мерефа. Майдан Перемоги                                             | В. Д. Шконда                                      | |
|                                                     | Івану Мазепі                                                       | 22.07.2017                            | Коломак                                                             | Сейфаддін Гурбанов                                | |
|                                                     | Деркачу                                                            | 14 жовтня 2015                        | Дергачі                                                             | Сейфаддін Гурбанов                                | |
| Херсонська область                                  |                                                                    |                                       |                                                                     |                                                   | |
| Фото                                                | Назва                                                              | Дата                                  | Розташування                                                        | Автори                                            | Загальні відомості |
|                                                     | Козацька слава                                                     | 1992                                  | Тягинка, о. Велике городище                                         |                                                   | На честь 500-річчя Українського козацтва та першого морського бою запорожців у 1492 році. Має вигляд колони на горі котрої архангел Михаїл з вочевидь гермафродитними рисами. |
|                                                     | Пам'ятник та могила Костя Гордієнка                                | 1.05.1999                             | Республіканець                                                      |                                                   | |
| Фото [Архівовано 11 лютого 2017 у Wayback Machine.] | Козаку Мамаю                                                       | 27.07.2016                            | Каховка                                                             |                                                   | |
| Хмельницька область                                 |                                                                    |                                       |                                                                     |                                                   | |
| Фото                                                | Назва                                                              | Дата                                  | Розташування                                                        | Автори                                            | Загальні відомості |
|                                                     |                                                                    |                                       |                                                                     |                                                   | |
| Черкаська область                                   |                                                                    |                                       |                                                                     |                                                   | |
| Фото                                                | Назва                                                              | Дата                                  | Розташування                                                        | Автори                                            | Загальні відомості |
|                                                     | Іванові Підкові                                                    | 1986                                  | Черкаси. Замкова гора, сквер Богдана Хмельницького                  | Петро Кулик, Володимир Блюсюк                     | Встановлений до 700-річчя міста |
|                                                     | Залізняку і Гонті                                                  | 21.11.2015                            | Умань                                                               | Іван Гончар, Петро Гончар, Ігор Зарічний          | Встановлений до дня Архистратига Михаїла |
|                                                     | Максиму Залізняку                                                  | 1995                                  | Медведівка                                                          |                                                   | |
| Чернівецька область                                 |                                                                    |                                       |                                                                     |                                                   | |
| Фото                                                | Назва                                                              | Дата                                  | Розташування                                                        | Автори                                            | Загальні відомості |
|                                                     | Петрові Сагайдачному                                               | 1991                                  | Хотин                                                               | Володимир Гамаль                                  | Встановлений до святкування 370-річчя Хотинської битви |
| Чернігівська область                                |                                                                    |                                       |                                                                     |                                                   | |
| Фото                                                | Назва                                                              | Дата                                  | Розташування                                                        | Автори                                            | Загальні відомості |
|                                                     | Івану Мазепі                                                       | 21.08.2009                            | Чернігів                                                            | Володимир Павленко, Геннадій Єршов                | |
|                                                     | Молитва за Україну                                                 | 22.01.2012                            | Батурин                                                             | Микола Мазур, Богдан Мазур                        | |
|                                                     | Меморіал пам'яті жертв Батуринської трагедії                       | 10.04.2004                            | Батурин, цитадель                                                   | Анатолій Гайдамака , Микола Обезюк                | |
|                                                     | Сини мої соколи                                                    | 22.01.2009                            | Батурин, майдан Гетьманської слави                                  | Микола Мазур, Богдан Мазур                        | |
|                                                     |                                                                    |                                       |                                                                     |                                                   | |
|                                                     |                                                                    |                                       |                                                                     |                                                   | |

## За кордоном
|                                                     |                                                         |           |                               |                               |                                                                    |
| Фото                                                | Назва                                                   | Дата      | Розташування                  | Автори                        | Загальні відомості                                                 |
|                                                     | Українським козакам, що брали участь у визволенні Відня | 15.9.2003 | Відень, Тюркеншанцпарк        | Володимир Чепелик             | На відзначення 320-ї річниці визволення Відня від турецької облоги |
|                                                     | Українським козакам захисникам Відня                    | 23.4.2013 | Леопольдсберг                 | Володимир та Олексій Чепелики |                                                                    |
|                                                     | Юрію Кульчицькому                                       | 1885      | Відень, Кульчицький-штрассе 4 | Емануель Пендль               |                                                                    |
|                                                     | Пилипу Орлику                                           | 29.6.2011 | Крістіанстад, Швеція          | Борис Крилов, Олесь Сидорук   |                                                                    |
| Фото [Архівовано 26 червня 2019 у Wayback Machine.] | Захару Чепізі                                           | 29.5.2013 | Єйськ                         | Дмитро Линдін                 |                                                                    |
|                                                     |                                                         |           |                               |                               |                                                                    |